# Antoine Demusois
Antoine Demusois, né le 4 août 1895 au Creusot et mort le 14 janvier 1968 à Fleury-Mérogis est un homme politique français, membre du Parti communiste français, député et sénateur sous la Quatrième République.
Il nait au Creusot en Saône-et-Loire, en 1895. Monté à Paris avec ses parents, il travaille pour différentes compagnies de chemins de fer et s'engage en politique, d'abord à la SFIO puis, après la scission, à la SFIC. Dans les années 1920, il est élu plusieurs fois au Comité central du PC. En parallèle, il est actif dans le syndicalisme cheminot et en 1933, il devient membre de la Commission exécutive de la CGTU, syndicat communiste né de la scission avec la CGT. Maire d'Arnouville-lès-Gonesse à partir de 1935, il sera plusieurs fois député de Seine-et-Oise : de 1936 à 1940 dans la 2e circonscription de Pontoise, puis de 1945 et 1948, date à laquelle il devient sénateur de ce même département. De 1951 à 1958 il est de nouveau député. Il meurt en 1968. 

## Biographie

### Jeunesse
Antoine Demusois est employé très jeune à la Compagnie des chemins de fer de Paris à Orléans. En 1910, il adhère au syndicat des cheminots et en 1912, au Parti socialiste.
Engagé volontaire pendant la Première Guerre mondiale, il est nommé caporal en 1915. Envoyé sur le front d'Orient, il est fait prisonnier. Il est rapatrié en 1919.
De retour dans la vie civile, il participe activement à la grève de la métallurgie en juin 1919. En 1920, il entre, comme facteur mixte, à la Compagnie des chemins de fer de Ceinture.

### Parcours politique et syndical
Ayant adhéré à la SFIC en 1921, il devient secrétaire de la 13e section de la Fédération de la Seine du Parti communiste. En 1922, il entre au bureau de la Fédération communiste de la Seine. En décembre, le 4e congrès de l'Internationale communiste (IC) le désigne au Comité directeur du parti, poste auquel il est confirmé en 1923. Il devient également secrétaire adjoint de la Fédération CGTU des Cheminots.
En 1924, il demande à être mis en disponibilité de son emploi pour exercer ses fonctions syndicales. Il n'est pas réélu au Comité directeur du parti. L'année suivante, lors du congrès de Clichy, il est à nouveau élu au Comité central (nouvelle appellation du Comité directeur).
En 1926, il devient secrétaire de la Fédération des cheminots. Et en 1933, il est élu à la Commission exécutive de la CGTU.

### Mandats locaux et nationaux
Lors des élections législatives à Vincennes de 1932, il est candidat, malheureux, dans la 2e circonscription de Sceaux. En août, il participe au congrès mondial d'Amsterdam contre la guerre et le fascisme.
Il est élu maire d'Arnouville-lès-Gonesse en 1935, conseiller général de Seine-et-Oise et député de la 2e circonscription de Pontoise en 1936.
En 1939-1940, membre du groupe ouvrier et paysan français, il est arrêté dans la nuit du 7 octobre 1939 au 8 octobre 1939, déchu de son mandat le 20 février 1940, puis condamné le 3 avril 1940 par le 3e tribunal militaire de Paris à 5 ans de prison, 4 000 francs d'amende et 5 ans de privation de ses droits civiques et politiques pour reconstitution de ligue dissoute. Transféré en Algérie en mars 1941, il est libéré après le débarquement allié en Afrique du Nord en 1943.
En 1944, il retrouve ses fonctions de maire jusqu'en 1947, et redevient conseiller général de Gonesse de 1945 à 1951.
En 1945, il siège dans la première Assemblée constituante. Il devient président de la commission de contrôle financier du PC. Il siège dans la seconde Assemblée constituante de 1946 et entre à l'Assemblée nationale comme député de Seine-et-Oise.
En 1948, il est élu sénateur de Seine-et-Oise. Il retrouve son siège au Palais-Bourbon en 1951 et est réélu en 1956. Il perd son siège de député en 1958, échouant au second tour face à Paul Mazurier (SFIO), qui lui a avait déjà ravi la mairie d'Arnouville en 1947.
Il est inhumé au cimetière d'Arnouville, où une rue porte son nom.

## Décorations
Antoine Demusois est titulaire de : 
- : la Médaille militaire
- : la Croix de guerre 1914-1918

## Sources et références
- « Antoine Demusois », dans le Dictionnaire des parlementaires français (1889-1940), sous la direction de Jean Jolly, PUF, 1960 [détail de l’édition]
- Dictionnaire biographique du mouvement ouvrier français, Les Éditions de l'Atelier, 1997.

1. ↑  Le Matin, « Condamnation des ex-députés communistes », sur gallica.bnf.fr, 4 avril 1940 (consulté le 26 décembre 2017).
2. ↑  Cimetières de France et d'ailleurs
3. ↑  Jean-Luc Pinol, « DEMUSOIS Antoine », sur Le Maitron, 25 octobre 2008, dernière modification le 29 septembre 2023.